# 2003 w sztukach plastycznych
Wydarzenia w sztukach plastycznych i wizualnych w 2003 roku.

## Wydarzenia
- W Tate Modern odbyła się czwarta wystawa z cyklu "The Unilever Series" – The Weather Project Olafura Eliassona (16 października 2003 – 21 marca 2004)[1]
- W Łodzi otwarto Galerię Atlas Sztuki

## Malarstwo
- Franz Ackermann

Amaryllis – olej na płótnie, 235x325 cm
- Cecily Brown

Landscape – olej na płótnie, 198,1x228,6 cm
- Glenn Brown

Sex – olej na płycie, 126x85,1 cm
The Osmond Family – olej na płycie, 142,6x100,6 cm
America – olej na płycie, 140x93,3 cm
- Rafał Bujnowski

Obraz matki Whistlera – olej na płótnie, 43x63 cm, w kolekcji MOCAK
- Chuck Close

Lyle – sitodruk, 62,25x54 cali
- John Currin

Thanksgiving – olej na płótnie, 172,7x132,1 cm
Bent Lady – olej na płótnie, 121,9x96,5 cm
- Edward Dwurnik

Z XXV cyklu "Dwudziesty piąty"
Nr 126 – akryl na płótnie, 146×146 cm
Nr 129 – olej na płótnie, 223×200 cm
Nr 137 – akryl na płótnie, gwoździe miedziane, 175×255 cm
Nr 152 – olej na płótnie, 220×200 cm
- Martin Eder

Solitude – olej na płótnie, 150x170 cm
- Richard Estes

Broad Street NYC – olej na płycie
- Yoshitomo Nara

sorry, couldn't draw left eye! – akryl na papierze, 137x100 cm
- Antoni Tàpies

1/2

## Fotografia
- Rineke Dijkstra

Stephanie, Saint Joseph Ballet School, Santa Ana, CA, USA, March 22 – kolor, 126x107 cm
Shany, Herzliya, Israel, August 1 – kolor, 126x107 cm
- Yang Fudong

Honey – 50x70 cm

## Plakat
- Franciszek Starowieyski

plakat do sztuki teatralnej Faust – format B1

## Rzeźba
- Takashi Murakami

Panda – akryl na włóknie szklanym oraz kufer Louisa Vuittona
- Roxy Paine

Breach – stal nierdzewna

## Instalacja
- Grzegorz Klaman

Kunst macht frei – stal, żarówki LED, 100x510x10 cm, w kolekcji MOCAK
- Olafur Eliasson

The Weather Project – światło, folia, sztuczna mgła, rusztowanie
Funcionamiento silencioso
The Blind Pavilion – stalowa konstrukcja, szkło

## Wideo
- Artur Żmijewski

Nasz śpiewnik – 13 min 29 s
- Grupa Azorro

Wszystko już było 1 – 11 min 29 s
Wszystko już było 2 – 25 min 11 s
- Leopold Kessler

Renovated – 2 min 37 s, w kolekcji MOCAK
- Oskar Dawicki

Auto (I’m Sorry) – VHS, 1 min 26 s, w kolekcji Muzeum Sztuki Nowoczesnej w Warszawie
Brawo_Graz – VHS, 4 min 16 s, w kolekcji Muzeum Sztuki Nowoczesnej w Warszawie
Brawo_Warszawa – VHS, 3 min 6 s, w kolekcji Muzeum Sztuki Nowoczesnej w Warszawie

## Nagrody
- Nagroda im. Katarzyny Kobro – Andrzej Dłużniewski[28]
- Nagroda im. Jana Cybisa – Aleksandra Jachtoma
- Nagroda Turnera – Grayson Perry[29]
- Paszport „Polityki” w kategorii sztuki wizualne – Monika Sosnowska[30]
- Biennale w Wenecji

Złoty Lew – Peter Fischli i David Weiss
Złoty Lew dla artystów poniżej 35. roku życia – Oliver Payne i Nick Relph
Złoty Lew (pawilon) – Luksemburg
- Nagroda Krytyki Artystycznej im. Jerzego Stajudy – Aneta Szyłak[32]
- Spojrzenia – Elżbieta Jabłońska[33]
- World Press Photo – Eric Grigorian[34]

## Zmarli
- 23 stycznia – Zbigniew Jan Krygowski (ur. 1929), polski architekt
- 29 maja – Pierre Restany (ur. 1930), francuski krytyk sztuki
- 29 sierpnia – Tadeusz Spychała (ur. 1933), polski architekt
- 30 września – Tadeusz Ostaszewski (ur. 1918), polski rzeźbiarz
- 3 października – William Steig (ur. 1907), amerykański rysownik, rzeźbiarz